# Бул Шолс (Арканзас)
Бул Шолс (енгл. Bull Shoals) град је у америчкој савезној држави Арканзас.

## Демографија
По попису из 2010. године број становника је 1.950, што је 50 (-2,5%) становника мање него 2000. године.
| Група             | 2000.         | 2010.         |
| Белци             | 1.942 (97,1%) | 1.888 (96,8%) |
| Афроамериканци    | 6 (0,3%)      | 2 (0,1%)      |
| Азијати           | 5 (0,3%)      | 5 (0,3%)      |
| Хиспаноамериканци | 21 (1,1%)     | 27 (1,4%)     |
| Укупно            | 2.000         | 1.950         |